# گودموندیت
گودموندیت  (به انگلیسی: Gudmundite) با فرمول شیمیایی FeSbS از مجموعه کانی هاست و از واژة محل گودمون (Gudmund) در سوئد اقتباس گردیده‌است. محلول در اسید نیتریک Fe:۲۶٫۸۳٪  Sb:۵۷٫۷۶٪  S:۱۵٫۴۱٪  برای اولین بار در ترکیه کشف شد و از نظر شکل بلور: منشوری - ماکله، رنگ: سفیدنقره ای، شفافیت: کدر(اپاک)، شکستگی: نامنظم، جلا: فلزی، رخ: ندارد، سیستم تبلور: مونوکلینیک و در رده‌بندی سولفور است همچنین خاصیت مغناطیسی ندارد و منشأ تشکیل آن هیدروترمال است.
همایند کانی‌شناسی (پارانژ) آن سختی و میزان Sbآرسنوپیریت- استیبین- پیروتیت- آرسنوپیریت و غیره است
، از نظر ژیزمان بلوری - آگرگاتهای بلوری کمیاب است و بیشتر در آلمان غربی، سوئد، نروژ، چک اسلواکی، ژاپن، استرالیا و ترکیه یافت می‌شود.

## منبع
- پردیس کشاورزی ایران